# فونسوم
فونسوم (به فرانسوی: Fonsomme) یک کمون (فرانسه) در فرانسه است که در ان (ا-دو-فرانس) واقع شده‌است. فونسوم ۹٫۶ کیلومتر مربع مساحت دارد ۸۵ متر بالاتر از سطح دریا واقع شده‌است.